# Montpellier Hérault Sport Club Volley-Ball 2021-2022
Questa voce raccoglie le informazioni riguardanti il Montpellier Hérault Sport Club Volley-Ball nelle competizioni ufficiali della stagione 2021-2022.

## Organigramma societario
Area direttiva
- Presidente: Jean-Charles Caylar

Area tecnica
- Allenatore: Olivier Lecat
- Allenatore in seconda: Fabio Storti, Loïc Le Marrec

Area sanitaria
- Fisioterapista: Romain Raulet Orfanotti

## Rosa
| N° | Nome              | Ruolo | Data di nascita  | Nazionalità sportiva |
| -- | ----------------- | ----- | ---------------- | -------------------- |
| 1  | Javier González   | P     | 21 gennaio 1983  | Cuba                 |
| 2  | Matthieu Vol      | S     | 26 maggio 2001   | Francia              |
| 3  | Thomas Gill       | P     | 3 agosto 2000    | Francia              |
| 4  | Isaac Panou       | O     | 26 marzo 2002    | Francia              |
| 5  | Denis Christiany  | S     | 24 ottobre 2003  | Francia              |
| 6  | Danny Demyanenko  | C     | 13 luglio 1994   | Canada               |
| 7  | Célestin Cardin   | O     | 23 ottobre 1999  | Francia              |
| 8  | Julien Lyneel     | S     | 15 aprile 1990   | Francia              |
| 9  | Šimon Krajčovič   | C     | 28 giugno 1996   | Slovacchia           |
| 10 | Nicolás Lazo      | S     | 16 aprile 1995   | Argentina            |
| 11 | Théo Faure        | O     | 12 ottobre 1999  | Francia              |
| 13 | Ezequiel Palacios | S     | 2 ottobre 1992   | Argentina            |
| 14 | Nicolas Le Goff   | C     | 15 febbraio 1992 | Francia              |
| 15 | Aurélien Nicolas  | C     | 29 novembre 2003 | Francia              |
| 16 | Alexis González   | L     | 21 luglio 1981   | Argentina            |
| 17 | Romain Richand    | P     | 9 maggio 2002    | Francia              |
| 20 | Julien Lecat      | S     | 14 maggio 1999   | Francia              |